# Hjalmar Gullberg
Pour les articles homonymes, voir Gullberg .
Hjalmar Gullberg , né le 30 mai 1898 à Malmö (Suède) et mort le 19 juillet 1961 à Svedala (Suède), est un écrivain suédois, également poète et traducteur de théâtre grec en suédois.

## Carrière
Gullberg nait à Malmö, en Scanie. Alors qu'il est étudiant à l'université de Lund, il est l'éditeur du magazine étudiant Lundagård.
Il est le directeur du Théâtre de la Radio suédoise de 1936 à 1950. En 1940, il devient membre de l'Académie suédoise et est  docteur honoris causa en philosophie à l'Université de Lund en 1944.
Un poème de son livre Kärlek i tjugonde seklet de 1933, intitulé "Förklädd gud" ("Dieu déguisé"), est mis en musique par le compositeur Lars-Erik Larsson en 1940. La suite lyrique qui en résulte est devenue l'une des pièces de musique suédoise les plus reconnues et les plus appréciées pour chœur et orchestre.

## Vie privée
Gullberg souffre de myasthénie grave, ce qui a pour conséquence au cours de ses dernières années de le lier à son lit. Il a également été trachéotomisé. Il se suicide le 19 juillet 1961 en se noyant au lac Yddingen en Scanie.